# Aspidistra
Aspidistra je biljni rod raširen u Aziji od istočnih Himalaja do Japana na istok i Malajskog poluotoka na jugu. Pripada mu preko 170 vrsta. rizomatskih zimzelenih trajnica s uspravnim, kožastim, eliptičnim ili kopljastim listovima i neupadljivim smećkastim cvjetovima na rizomu.

## Vrste
1. Aspidistra acetabuliformis Y.Wan & C.C.Huang
2. Aspidistra alata Tillich
3. Aspidistra albiflora C.R.Lin, W.B.Xu & Yan Liu
4. Aspidistra albopurpurea Aver. & Tillich
5. Aspidistra alternativa D.Fang & L.Y.Yu
6. Aspidistra anomala Aver. & Tillich
7. Aspidistra arnautovii Tillich
8. Aspidistra atrata Aver., Tillich & B.H.Quang
9. Aspidistra atroviolacea Tillich
10. Aspidistra attenuata Hayata
11. Aspidistra australis S.Z.He & W.F.Xu
12. Aspidistra austrosinensis Y.Wan & C.C.Huang
13. Aspidistra austroyunnanensis G.W.Hu, Lei Cai & Q.F.Wang
14. Aspidistra averyanovii N.S.Lý & Tillich
15. Aspidistra bamaensis C.R.Lin, Y.Y.Liang & Yan Liu
16. Aspidistra basalis Tillich
17. Aspidistra bella Aver., Tillich & K.S.Nguyen
18. Aspidistra bicolor Tillich
19. Aspidistra bogneri Tillich
20. Aspidistra brachystyla Aver. & Tillich
21. Aspidistra cadamensis N.S.Lý & Tillich
22. Aspidistra caespitosa C.Pei
23. Aspidistra campanulata Tillich
24. Aspidistra carinata Y.Wan & X.H.Lu
25. Aspidistra carnosa Tillich
26. Aspidistra cavicola D.Fang & K.C.Yen
27. Aspidistra cerina G.Z.Li & S.C.Tang
28. Aspidistra chishuiensis S.Z.He & W.F.Xu
29. Aspidistra chongzuoensis C.R.Lin & Y.S.Huang
30. Aspidistra chunxiuensis C.R.Lin & Yan Liu
31. Aspidistra clausa Vislobokov
32. Aspidistra claviformis Y.Wan
33. Aspidistra cleistantha D.X.Nong & H.Z.Lü
34. Aspidistra coccigera Aver. & Tillich
35. Aspidistra columellaris Tillich
36. Aspidistra connata Tillich
37. Aspidistra crassifila Yan Liu & C.I Peng
38. Aspidistra cruciformis Y.Wan & X.H.Lu
39. Aspidistra cryptantha Tillich
40. Aspidistra cyathiflora Y.Wan & C.C.Huang
41. Aspidistra cylindrica Vislobokov & Nuraliev
42. Aspidistra daibuensis Hayata
43. Aspidistra daxinensis M.F.Hou & Yan Liu
44. Aspidistra deflexa Aver., Tillich & V.T.Pham
45. Aspidistra dodecandra (Gagnep.) Tillich
46. Aspidistra dolichanthera X.X.Chen
47. Aspidistra ebianensis K.Y.Lang & Z.Y.Zhu
48. Aspidistra elatior Blume
49. Aspidistra elegans Aver. & Tillich
50. Aspidistra erecta Yan Liu & C.I Peng
51. Aspidistra erythrocephala C.R.Lin & Y.Y.Liang
52. Aspidistra extrorsa C.R.Lin & D.X.Nong
53. Aspidistra fasciaria G.Z.Li
54. Aspidistra fenghuangensis K.Y.Lang
55. Aspidistra fimbriata F.T.Wang & K.Y.Lang
56. Aspidistra flaviflora K.Y.Lang & Z.Y.Zhu
57. Aspidistra foliosa Tillich
58. Aspidistra fungilliformis Y.Wan
59. Aspidistra geastrum Tillich
60. Aspidistra glandulosa (Gagnep.) Tillich
61. Aspidistra globosa Vislobokov & Nuraliev
62. Aspidistra gracilis Tillich
63. Aspidistra graminifolia Aver. & Tillich
64. Aspidistra grandiflora Tillich
65. Aspidistra guangxiensis S.C.Tang & Yan Liu
66. Aspidistra guizhouensis S.Z.He & W.F.Xu
67. Aspidistra hekouensis H.Li, C.L.Long & Bogner
68. Aspidistra heterocarpa Aver., Tillich & V.T.Pham
69. Aspidistra hezhouensis Q.Gao & Yan Liu
70. Aspidistra huanjiangensis G.Z.Li & Y.G.Wei
71. Aspidistra jiewhoei Tillich & Škorničk.
72. Aspidistra jingxiensis Yan Liu & C.R.Lin
73. Aspidistra khangii Aver. & Tillich
74. Aspidistra laotica Aver. & Tillich
75. Aspidistra lateralis Tillich
76. Aspidistra leshanensis K.Y.Lang & Z.Y.Zhu
77. Aspidistra letreae Aver., Tillich & T.A.Le
78. Aspidistra leucographa C.R.Lin & C.Y.Zou
79. Aspidistra leyeensis Y.Wan & C.C.Huang
80. Aspidistra liboensis S.Z.He & J.Y.Wu
81. Aspidistra linearifolia Y.Wan & C.C.Huang
82. Aspidistra lingchuanensis C.R.Lin & L.F.Guo
83. Aspidistra lingyunensis C.R.Lin & L.F.Guo
84. Aspidistra lobata Tillich
85. Aspidistra locii Arnautov & Bogner
86. Aspidistra longanensis Y.Wan
87. Aspidistra longgangensis C.R.Lin, Y.S.Huang & Yan Liu
88. Aspidistra longifolia Hook.f.
89. Aspidistra longiloba G.Z.Li
90. Aspidistra longipedunculata D.Fang
91. Aspidistra longipetala S.Z.Huang
92. Aspidistra longituba Yan Liu & C.R.Lin
93. Aspidistra longshengensis C.R.Lin & W.B.Xu
94. Aspidistra lubae Aver. & Tillich
95. Aspidistra luochengensis B.Pan & C.R.Lin
96. Aspidistra luodianensis D.D.Tao
97. Aspidistra lurida Ker Gawl.
98. Aspidistra lutea Tillich
99. Aspidistra maguanensis S.Z.He & D.H.Lv
100. Aspidistra marasmioides Tillich
101. Aspidistra marginella D.Fang & L.Zeng
102. Aspidistra minutiflora Stapf
103. Aspidistra mirostigma Tillich & Škorničk.
104. Aspidistra molendinacea G.Z.Li & S.C.Tang
105. Aspidistra multiflora Aver. & Tillich
106. Aspidistra muricata F.C.How
107. Aspidistra mushaensis Hayata
108. Aspidistra nanchuanensis Tillich
109. Aspidistra nankunshanensis Yan Liu & C.R.Lin
110. Aspidistra neglecta Aver., Tillich & K.S.Nguyen
111. Aspidistra nigra Aver., Tillich & K.S.Nguyen
112. Aspidistra nikolaii Aver. & Tillich
113. Aspidistra nutans Aver. & Tillich
114. Aspidistra obconica C.R.Lin & Yan Liu
115. Aspidistra oblanceifolia F.T.Wang & K.Y.Lang
116. Aspidistra obliquipeltata D.Fang & L.Y.Yu
117. Aspidistra oblongifolia F.T.Wang & K.Y.Lang
118. Aspidistra obtusata Vislobokov
119. Aspidistra omeiensis Z.Y.Zhu & J.L.Zhang
120. Aspidistra opaca Tillich
121. Aspidistra ovatifolia Yan Liu & C.R.Lin
122. Aspidistra oviflora Aver. & Tillich
123. Aspidistra papillata G.Z.Li
124. Aspidistra patentiloba Y.Wan & X.H.Lu
125. Aspidistra paucitepala Vislobokov, Nuraliev & D.D.Sokoloff
126. Aspidistra petiolata Tillich
127. Aspidistra phanluongii Vislobokov
128. Aspidistra pileata D.Fang & L.Y.Yu
129. Aspidistra pingfaensis S.Z.He & Q.W.Sun
130. Aspidistra pingtangensis S.Z.He, W.F.Xu & Q.W.Sun
131. Aspidistra punctata Lindl.
132. Aspidistra punctatoides Yan Liu & C.R.Lin
133. Aspidistra qijiangensis S.Z.He & X.Y.Luo
134. Aspidistra quadripartita G.Z.Li & S.C.Tang
135. Aspidistra quangngaiensis N.S.Lý, Haev. & Tillich
136. Aspidistra radiata G.W.Hu & Q.F.Wang
137. Aspidistra recondita Tillich
138. Aspidistra retusa K.Y.Lang & S.Z.Huang
139. Aspidistra revoluta Hao Zhou, S.R.Yi & Q.Gao
140. Aspidistra ronganensis C.R.Lin, Jing Liu & W.B.Xu
141. Aspidistra saxicola Y.Wan
142. Aspidistra semiaperta Aver. & Tillich
143. Aspidistra sessiliflora Aver. & Tillich
144. Aspidistra sichuanensis K.Y.Lang & Z.Y.Zhu
145. Aspidistra sinensis Aver. & Tillich
146. Aspidistra sinuata Aver. & Tillich
147. Aspidistra spinula S.Z.He
148. Aspidistra stellata Aver. & Tillich
149. Aspidistra stenophylla C.R.Lin & R.C.Hu
150. Aspidistra stricta Tillich
151. Aspidistra subrotata Y.Wan & C.C.Huang
152. Aspidistra superba Tillich
153. Aspidistra sutepensis K.Larsen
154. Aspidistra tenuifolia C.R.Lin & J.C.Yang
155. Aspidistra tillichiana O.Colin
156. Aspidistra tonkinensis (Gagnep.) F.T.Wang & K.Y.Lang
157. Aspidistra triloba F.T.Wang & K.Y.Lang
158. Aspidistra triradiata Vislobokov
159. Aspidistra truongii Aver. & Tillich
160. Aspidistra tubiflora Tillich
161. Aspidistra typica Baill.
162. Aspidistra umbrosa Tillich
163. Aspidistra urceolata F.T.Wang & K.Y.Lang
164. Aspidistra ventricosa Tillich & Škorničk.
165. Aspidistra vietnamensis (Aver. & Tillich) Aver. & Tillich
166. Aspidistra viridiflora Vislobokov & Nuraliev
167. Aspidistra wujiangensis W.F.Xu & S.Z.He
168. Aspidistra xilinensis Y.Wan & X.H.Lu
169. Aspidistra xuansonensis Vislobokov
170. Aspidistra yizhouensis B.Pan & C.R.Lin
171. Aspidistra yunwuensis S.Z.He & W.F.Xu
172. Aspidistra zhangii Aver., Tillich & K.S.Nguyen
173. Aspidistra zhenganensis S.Z.He & Y.Wang
174. Aspidistra zinaidae Aver. & Tillich
175. Aspidistra zongbayi K.Y.Lang & Z.Y.Zhu